# Laguna de Fuente de Piedra

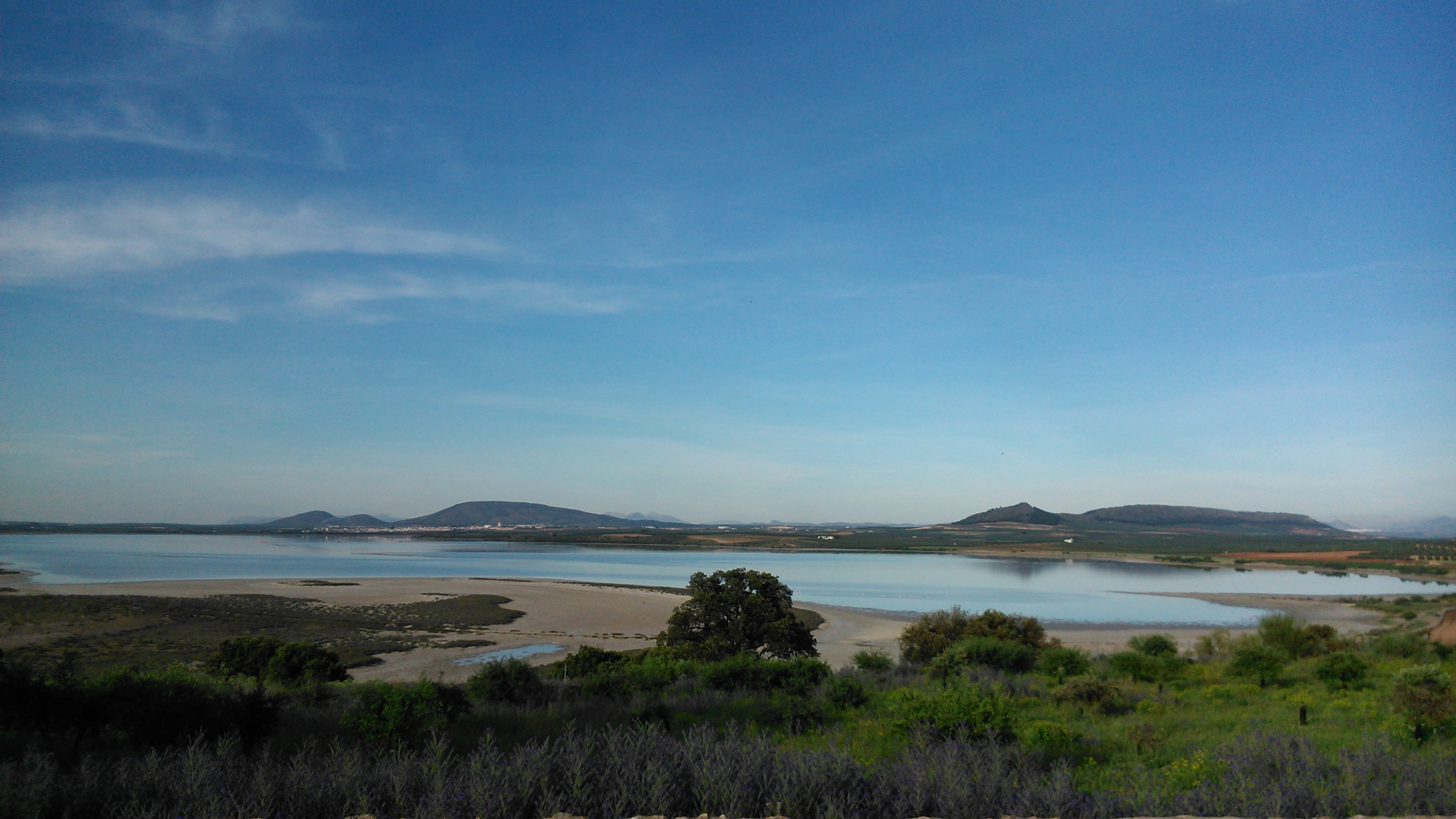
Laguna de Fuente de Piedra

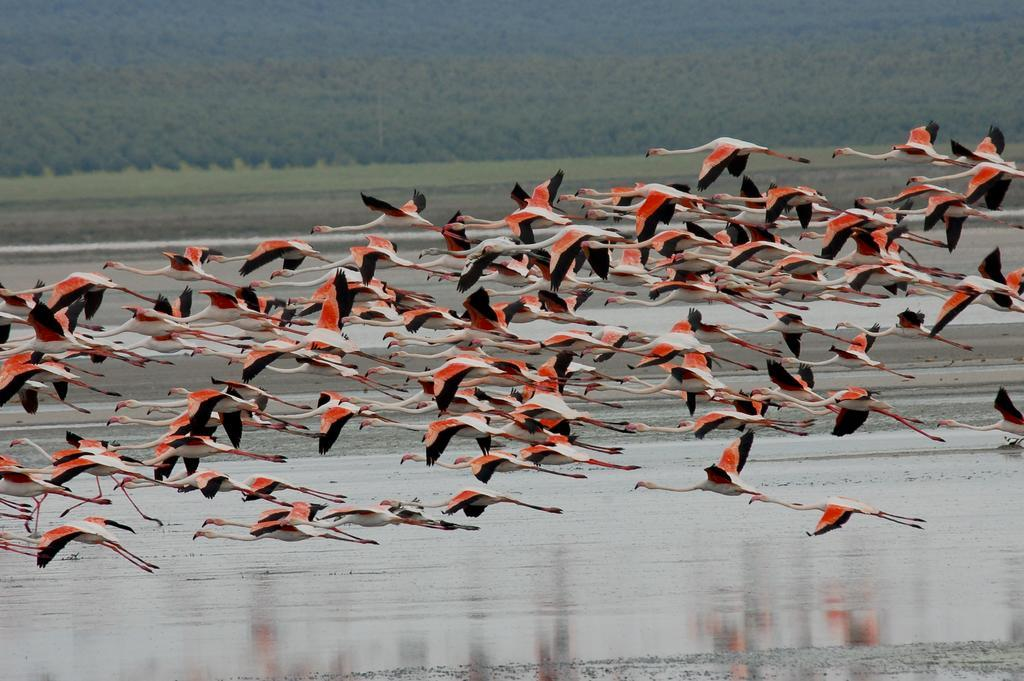
Auffliegende Rosaflamingos an der Laguna de Fuente de Piedra

Die Laguna de Fuente de Piedra ist ein Feuchtgebiet in der Gemeinde Fuente de Piedra der Provinz Málaga in Spanien. Die Wasserfläche ist bis zu 6,5 Kilometer lang und 2,5 Kilometer breit und bedeckt dann 1300 Hektar. Teile des Gebiets stehen unter Naturschutz. Seit 1983 fällt es unter die Ramsar-Konvention.
Obwohl es sich um einen Binnensee handelt, ist das Wasser salzig. Der Wasserstand ist verhältnismäßig niedrig und beträgt selten mehr als einen Meter. Im Frühjahr trocknet der See aus und das Salz kristallisiert am Boden. Seit der Römerzeit bis in die 1950er Jahre wurde hier kommerziell Salz gewonnen.
Die Wasserfläche bietet zahlreichen Vogelarten Nahrung und ist ein bedeutender Rastplatz während des Vogelzugs. Sie ist außerdem Standort der größten spanischen Brutkolonie an Rosaflamingos. Im Jahre 1998 wurde hier eine Crèche mit 15.300 Jungvögeln gezählt. Rosaflamingos brüten hier jedoch nicht jedes Jahr, sondern nur, wenn im vorangegangenen Herbst und Winter die Niederschlagsmenge ausreichend war, so dass ein Mindestwasserstand gegeben ist. 
An der Laguna de Fuente de Piedra brütende adulte Rosaflamingos sind im Verlauf der Fortpflanzungszeit gezwungen, zum Fressen das Mündungsgebiet von Guadalquivir und die Bucht von Cádiz aufzusuchen, um ihre Brut und die Aufzucht der Jungvögel fortsetzen zu können. Diese Nahrungsgründe liegen zwischen 140 und 200 Kilometer von der Brutkolonie entfernt. Der Wechsel in die Nahrungsgründe beziehungsweise zurück zur Brutkolonie findet während der Nacht statt. Für eine Strecke, die die Elternvögel zurücklegen müssen, benötigen sie mindestens zwei Stunden. Die meisten Flamingos bleiben mindestens einen Tag in den Nahrungsgründen und kehren in der nächsten Nacht zurück, um entweder den anderen brütenden Elternvogel abzulösen oder den Jungvogel zu füttern. Bei einigen adulten Rosaflamingos hat man jedoch beobachtet, dass sie sofort nach dem Füttern der Jungen erneut zu den entfernt liegenden Nahrungsgründen aufbrechen und nicht in der Brutkolonie verbleiben. Das bedeutet, dass eine kleinere Zahl der an der Laguna de Fuente de Piedra brütenden Rosaflamingos mindestens 300 Kilometer in einer Nacht zurücklegt. Diese Flugstrecken gelten als die weitesten Nahrungsflüge, die für die Vogelfamilie bislang belegt sind.